# Aalsmeers
Het Aalsmeers (plaatselijk Buurts of Uiterwegs genoemd) is het Hollandse dialect dat in Aalsmeer gesproken wordt. Hoewel Aalsmeer tegenwoordig in de provincie Noord-Holland ligt, is het Aalsmeers in principe een Zuid-Hollands dialect. Vanouds behoort het (met onder meer het Katwijks en het Zandvoorts) tot de Zuid-Hollandse relictdialecten, dialecten die veel meer Oud-Hollands taaleigen hebben bewaard dan de tongvallen in de omringende plaatsen. Het is echter door de jaren heen sterk in verval geraakt en wordt in zijn originele vorm niet meer gesproken.

## Ontstaan
Het Zuid-Hollands is thans een verzameling van dialecten die voor het grootste deel veel op elkaar en op het Algemeen Nederlands lijken. In het verleden stond deze dialectgroep echter verder van de standaardtaal af. Veel typisch Hollands taaleigen werd met de opkomst van deze standaardtaal afgekeurd. Hierdoor vlakten de dialecten in het Hollandse Zuiderkwartier af: men wilde 'beschaafd' spreken, zodat de dialecten steeds meer naar het Standaardnederlands gingen staan.
Zo niet in geïsoleerde gemeenschappen. In plaatsen die weinig contact met de stedelijke centra hadden drong de standaardtaal niet door. Aalsmeer lag in zo'n isolement: ten westen lag de Haarlemmermeer, aan de drie andere kanten lagen allerlei plassen. Alleen via een smalle landverbinding naar het zuiden was het over land toegankelijk. De bevolking leefde van binnenvisserij en tuinderij. Daardoor stonden de bewoners ook niet in contact met de sprekers van de Noordzeedialecten; dit droeg extra bij aan het unieke karakter van hun taal.
In de loop van de negentiende eeuw werden de Haarlemmermeer en de meeste plassen drooggelegd. Dit maakte een einde aan de geïsoleerde ligging. Er kwamen wegverbindingen met andere plaatsen en stedelingen konden zich gemakkelijk in Aalsmeer vestigen. Onder druk van de omgeving begon het dialect te verdwijnen. Heden ten dage is er van het Aalsmeers niet heel veel meer overgebleven.
In dit artikel wordt in de tegenwoordige tijd over het dialect geschreven. Men neme er niettemin nota van dat veel van het taaleigen intussen niet meer voorkomt.

## Kenmerken
Globaal kan gezegd worden dat het Aalsmeers typisch noordelijke en typisch zuidelijke kenmerken combineert. In sommige opzichten lijkt Aalsmeer een noordelijke enclave: men treft er taaleigen aan dat verder alleen in het Hollands boven het IJ (West-Fries en verwante dialecten) gevonden wordt. Andere eigenaardigheden zijn weer typisch voor het (oude) Zuid-Hollands; soms ligt de verwantschap bij de zeevisserdialecten Zandvoorts, Noordwijks en Katwijks, soms juist bij binnenlanddialecten als het Zoetermeers.
De Noord-Hollandse eigenaardigheden  zijn wel verklaard uit het feit dat Aalsmeer een periode van noordelijke immigratie heeft gekend: er was een gemeenschap van mennonieten uit noordelijk Holland en ook Friesland. Ook is gepostuleerd dat men hier langer dan elders Fries is blijven spreken (dit zou de 'typisch Friese' kenmerken van het Aalsmeers moeten verklaren, die het gemeen heeft de Noord-Hollandse dialecten). De typische combinatie van kenmerken is niettemin simpeler te verklaren uit de ligging van het dorp: Aalsmeer ligt nu eenmaal midden in Holland en moet vroeger deel hebben uitgemaakt van een overgangszone tussen Noord- en Zuid-Hollands.

### Klinkers
Het Aalsmeers heeft het oude verschil tussen de oud-lange aa en de verlengde aa bewaard. De eerste is ee geworden, de tweede klinkt als aa. Zo kent men water naast jeer "jaar". Een dergelijk verschil is voor Noord-Holland heel gewoon maar komt in Zuid-Holland, zelfs in relictdialecten, nauwelijks meer voor (het wordt verder opgegeven voor het Sliedrechts).
De au kan in een woord als blauw tot aeu worden. Dit kent men verder o.a. uit het Katwijks en het Zeeuws.
Het verschil tussen de zachtlange en scherplange ee en oo is ook in Aalsmeer bewaard. Men maakt er dus onderscheid tussen kole 'brandstof' en kòòle 'groente'.
Het Aalsmeers maakt nog een verschil tussen de lange ij en de korte ei, waarbij de laatste wat wijder klinkt. Een dergelijk verschil was vroeger algemeen; tegenwoordig kent men het behalve in het Aalsmeers onder meer nog in het Markens, Katwijks, Noordwijks en Sliedrechts.
De standaardtalige oe blijft een oe op plaatsen waar men misschien een ou zou verwachten: roepe en zoeke tegenover roupe en zouke in Katwijk, Noordwijk en Zandvoort.
Het achtervoegsel -schap is -schip in bijvoorbeeld blijschip. Dit kenmerk is typisch Ingweoons en daarom eerder Noord- dan Zuid-Hollands (vergelijk het Engelse -ship en het Friese -skip). Het heeft in Aalsmeer ongeveer zijn zuidgrens.
Zoals in veel ouderwetse Zuid-Hollandse dialecten wordt de e in sommige woorden tot o: Korsttijd "Kerstmis". Samen met Zandvoort is Aalsmeer een der noordelijkste plaatsen waar men dat aantreft (in het Noord-Hollands hoort men eerder Karsttoid).
De i wordt tot ei voor een nd: keind "kind", veine (uit ouder veinde) "vinden". Die klank is ook te horen in het waardengebied (Zuidoost-Zuid-Holland) en op Marken.
De o wordt tot a in nag. Dit is een typisch Noord-Hollands woord.
Het Aalsmeerse woord voor teen is echter weer tee, zoals in de Zuid-Hollandse relictdialecten, en niet toon, zoals in de Noord-Hollandse en in het Zandvoorts.

### Medeklinkers
Bijzonder is dat het Aalsmeers een aantal kenmerken van naburige relictdialecten niet deelt en met de standaardtaal meedoet. Zo is de combinatie sk- tot sch- geworden (schip, terwijl het vanaf Katwijk én boven het IJ skip is) en is de w labiodentaal (in tegenstelling tot de "Engelse" w in de zeevissersdialecten). Een verdere bijzonderheid is de toegevoegde begin-n in nemmer "emmer".

### Grammatica
De Aalsmeerse grammatica bewaart enkele archaïsmen die sterk doen denken aan andere Zuid-Hollandse relictdialecten en vaak ook aan het Noord-Hollands en het Fries. Zo kunnen persoonsnamen nog verbogen worden naar naamval (De kat van Janne), iets wat men veel in enclaves aantreft (Katwijk, Sliedrecht, Hardinxveld-Giessendam etc.).
Het voornaamwoord je kan niet enclitisch tot -ie worden: men zegt er Hè-je zoals in onder meer het Katwijks en het Amsterdams en niet Hebbie zoals onder meer in het Rotterdams. Het woord zijn is zowel onderwerp als voorwerp en bezittelijk voornaamwoord derde persoon enkelvoud: men zegt niet alleen die bòòt is van zijn (veel gehoord in Zuid-Holland), maar ook zijn ken dat wèète "hij kan dat weten" (uniek voor Aalsmeer).
Zeer opmerkelijk gezien de ligging van Aalsmeer is dat alle verkleinwoorden op -ie uitgaan, ook als 't grondwoord op een -t eindigt (beetjie). Dit komt veel voor in zuidelijk Zuid-Holland (bijvoorbeeld in de Hoeksche Waard), maar niet in de wijde omgeving van Aalsmeer.
Ten slotte moet nog worden opgemerkt dat het Aalsmeers gewoonlijk de groene werkwoordsvolgorde gebruikt: die 's winters 't eerst bedeeld worre moet (in plaats van "... moet worden: de rode volgorde). Dit is algemeen in Friesland, in Noord-Holland en in de naburige vissersdialecten.

### Woordenschat
Over het algemeen is de Aalsmeerse woordenschat redelijk Zuid-Hollands van karakter. Toch vallen ook hier weer een paar woorden op die in noordelijke richting wijzen, met name naar de Zuiderzeedialecten (en in mindere mate naar het Fries), zoals de familiewoorden taat "vader", mem "moeder", bep "grootvader/-moeder" en òòtjie "grootmoeder". Een woord als tee "teen" wijst echter weer naar het zuiden (Noord-Hollands zou toon zijn). Verdere dialectwoorden zijn donig "vochtig" (ook in onder meer het Katwijks en het Zoetermeers), rebbank "aanrecht" (als rechtbank vaker gehoord), ruigt "stro" (in de betekenis "wildgroei" in het Zoetermeers, "hakhout" in het Zaans, "onkruid" in het Brabants; elders ook rucht), schis "snel, schielijk" (op meerdere plaatsen aangetroffen) en uitboezeroene "uitvlakken" (ook bekend uit het Zoetermeers en het Vlaardings).